# 1211
1211 (MCCXI) var ett normalår som började en lördag i den julianska kalendern.

## Händelser

### Okänt datum
- Iltutmish blir sultan i Delhi.

## Födda
- Johan I av Mecklenburg, furste av Mecklenburg (omkring detta år).
- Märta Eriksdotter av Sverige.

## Avlidna
- Adelheid av Meissen, drottning av Böhmen.
- Euphrosyne Doukaina Kamatera, kejsarinna av Bysans.
- Sancho I av Portugal, kung av Portugal.